# 朱憲章
朱憲章（1495年—？），字守良，號汝濱，江西南昌府進賢縣人，軍籍，明朝政治人物。

## 生平
嘉靖七年（1528年）戊子科江西鄉試第十三名舉人，十一年（1532年）中式壬辰科會試第三十名，三甲第一百八十五名進士。兵部觀政，授行人司行人，十六年（1537年）十二月升兵科給事中，十八年（1539年）九月升戶科右給事中，二十年（1541年）奉命閱視皇陵工程，二月升戶科左給事中，二十一年（1542年）十月出為四川按察司副使，因處決重囚不等候批覆，二十四年（1545年）九月謫廣西布政使司參議，升廣西按察司副使、福建布政使司右參政，二十九年（1550年）去職。

## 著作
著有《訂頑隨筆》、《霅里子集》。

## 家族
曾祖朱光孚，壽官；祖父朱啟明；父朱魁。母李氏。具慶下。
弟朱懿章、朱奎章、朱成章、朱典章、朱寶章、朱實章。
子朱應禎（監生）、朱應祜、朱應祚。
孫朱褧（監生）、朱扆（吏目）、朱裳（吏目）、朱襄（吏目）、朱鼎臣（廩生）、朱仁臣、朱敬臣（庠生）、朱毅臣（天啟元年舉人）、朱和臣、朱簡臣。
曾孫朱賀（庠生）、朱知至（庠生）、朱意誠（庠生）、朱心正（庠生）、朱身修（萬曆三十五年進士）、朱家齊、朱世平。